# Burg Kauernik
Burg Kauernik ist die Ruine einer Bischofsburg des Bistums Kulm in Kurzętnik (Kauernig) im heutigen Polen.

## Geschichte
Bischof Werner von Kulm wies 1291 seinem Domkapitel in der Gegend des Berges Kauernik über der Drewenz Land zu. Eine Burg bestand dort offenbar nicht. Der Bau der Burg begann wohl nach 1331. Nach der Chronik Wigands von Marburg wurde die terra Kurnig 1331 von Litauern verwüstet. Der Wiederaufbau erfolgte dann möglicherweise in Stein. Für 1361 ist die Burg als Amtssitz belegt. Im Jahr 1414 verwüsteten polnische Truppen die Burg.
In der weiten Ebene der Drewenz und auf den westlichen Hügeln zwischen Kauernik und Neumark versammelten sich im Juli 1410 die Deutschordensritter vor der Schlacht bei Tannenberg. Die Armee von Władysław Jagiełło wich zurück, um eine Schlacht bei der Flussüberquerung von Kauernig zu vermeiden, und die Burg blieb unangetastet. Nach der Schlacht bei Tannenberg wurde die Burg von Jan Kretkowski, dem Starost von Radom, besetzt, aber nach dem Frieden von Thorn im Jahr 1411 an den Orden zurückgegeben. Während des Kriegs von 1414 wurde die Burg schwer beschädigt. Während des Dreizehnjährigen Krieges, Ende Oktober 1454, eroberte der Orden unter Ulrich von Kinsberg die Burg und brannte sie nieder. Während der Belagerung starben 16 Polen und 24 wurden gefangen genommen.
Mit dem Zweiten Frieden von Thorn wurde Kauernik als Teil von Königlich Preußen Polen angegliedert. Die Burg wurde im Jahr 1659 von den Schweden beschädigt. Im 19. Jahrhundert wurden die bis dahin erhaltenen Reste der Burg abgetragen.

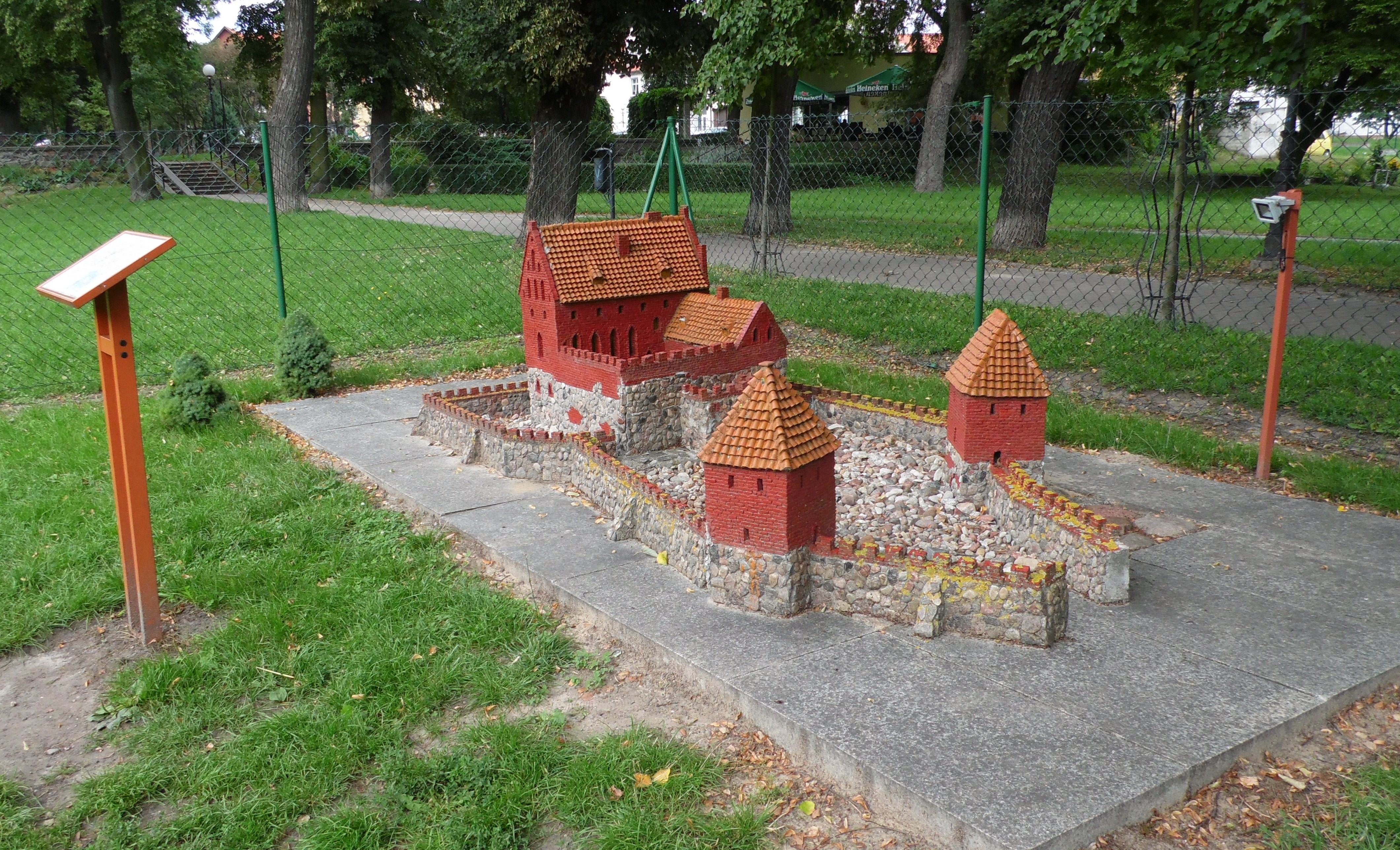
Ein Modell der Burg Kauernik in einem Park in Chełmno (Kulm)

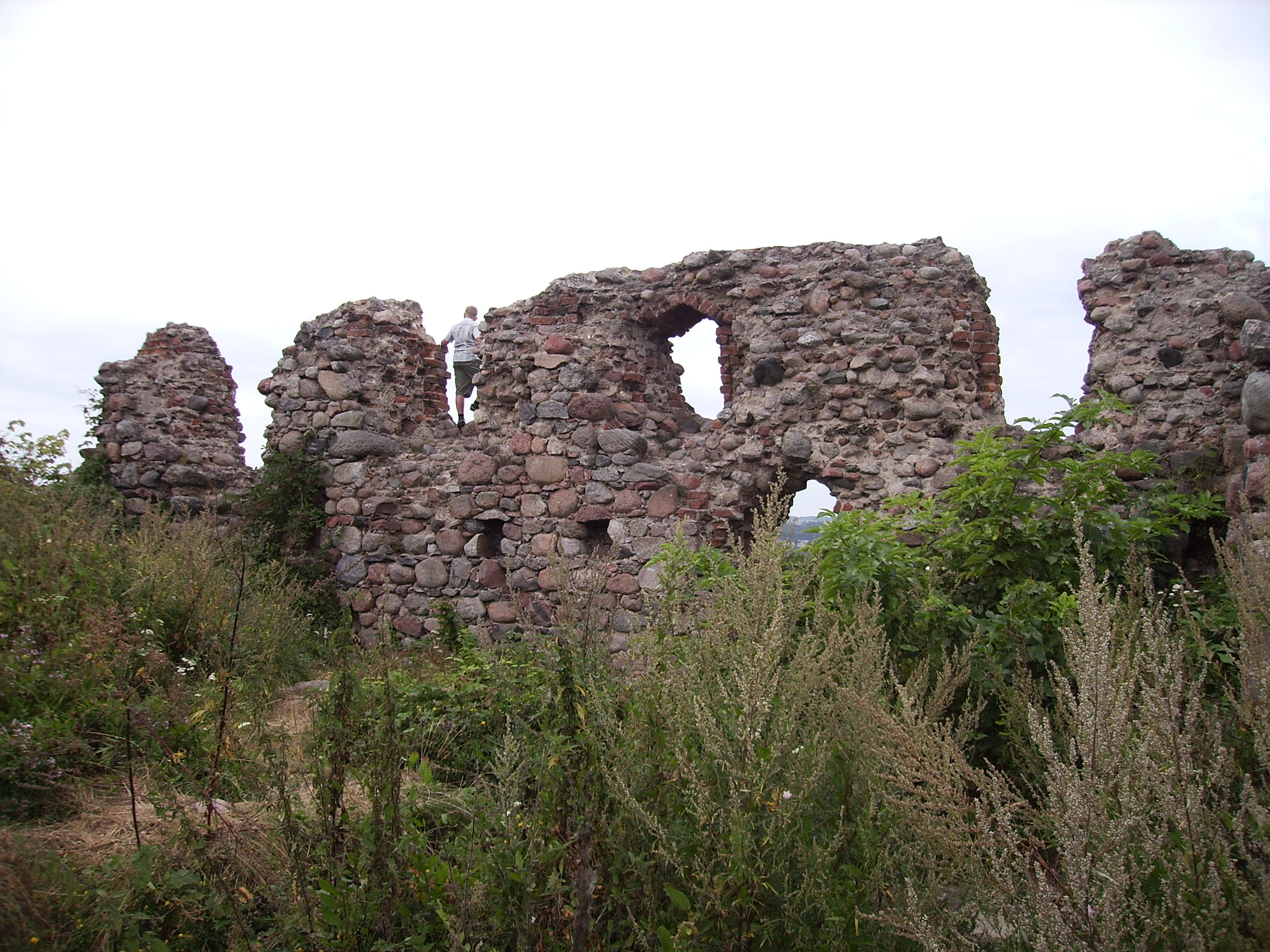
Burg Kauernik, heutiger Zustand

## Bauwerk
Die Burg liegt auf einem Hügelplateau über dem Städtchen Kauernik. Die erhaltenen Feldstein- und teilweise Backsteinmauern in gotischer Architektur erlauben es, die ursprüngliche Form der Anlage zu rekonstruieren. Die Burg war ein bescheidener Bau auf einem unregelmäßigen Grundriss, der sich aus dem unebenen Gelände ergab. Um 1340 wurde das 25 mal 28 Meter große Hauptwohngebäude errichtet. Ursprünglich war das Gebäude mehrere Stockwerke hoch, wovon zwei Stockwerke mit einer Höhe von 6–8 Metern erhalten geblieben sind. An die Hauptburg schloss sich eine langgestreckte Vorburg mit zwei Flankentürmen an. Die gesamte Anlage war 110 Meter lang und 42 Meter breit. Bemerkenswert ist, dass sich die Kapelle am Ende der Vorburg befand, wo heute ein Mobilfunksendemast steht.